# Бавачката Макфий
Бавачката Макфий (на английски: Nanny McPhee) е фентъзи комедия от 2005 година, базиран на „Бавачката Матилда“ от Кристиана Бранд. Режисьор е Кърк Джоунс, ко-продуциран от StudioCanal, Metro-Goldwyn-Mayer Pictures, Working Title Films, Three Strange Angels и Nanny McPhee Productions, музиката е композирана от Патрик Дойл, и е продуциран от Линдзи Доран, Тим Беван и Ерик Фелнър. Действието се развива във Викторианската епоха. Във филма участват Ема Томпсън, Колин Фърт, Анджела Лансбъри и Кели Макдоналд.
Филмът е пуснат театрално на 28 октомври 2005 г. във Великобритания от United International Pictures и на 27 януари 2006 г. в САЩ от Universal Pictures. Томпсън също е съсценарист на филма, в която е адаптация на поредицата детски книги „Бавачката Матилда“ от Кристиана Бранд. Продължението, „Бавачката Макфий и Големият взрив“ е пуснат през 2010 г. Заснет е в Пен Хаус Естейт, Пен Стрийт, Бъкингамшър, Англия, Великобритания.
Томпсън се въплъщава в ролята на жена с магически способности, която става част от домочадието на овдовелия мистър Браун и се опитва да укроти седемте му изключително непослушни, буйни и непокорни деца. Те вече са прогонили седемнадесет бавачки, но когато Макфий поема контрола забелязват, че лошото им поведение води неочаквано и по магически път до стряскащи последствия.

## Актьорски състав
| Актьор                | Роля                    |
| --------------------- | ----------------------- |
| Ема Томпсън           | Бавачката Макфий        |
| Колин Фърт            | Седрик Браун            |
| Томас Броуди-Сангстър | Саймън Браун            |
| Кели Макдоналд        | Еванджелин              |
| Анджела Лансбъри      | Леля Аделайд            |
| Елиза Бенет           | Тора Браун              |
| Рафаел Колман         | Ерик Браун              |
| Дженифър Рей Дейкин   | Лили Браун              |
| Самюъл Хониууд        | Себастиан Браун         |
| Холи Гибс             | Кристиана „Криси“ Браун |
| Хийб и Зиния Барнс    | Агата „Аги“ Браун       |
| Фрея Фумик            | Гласът на Агата Браун   |
| Селия Имри            | Госпожа Селма Куикли    |
| Имелда Стонтън        | Госпожа Блатъруик       |
| Дерек Якоби           | Господин Уийн           |
| Патрик Барлоу         | Господин Джоулс         |
| Адам Годли            | Викарият                |

## Продукция
На 11 март 2002 г. Кърк Джоунс е нает да режисира филма „Бавачката Макфий“, която е базирана на „Бавачката Матилда“ от Кристиана Бранд. Ема Томпсън написа сценария за филма. Линдзи Доран, Тим Беван и Ерик Фелнър продуцираха филма с бюджет от 25 млн. долара за пускане през 2005 г.
На 22 април е обявено, че Ема Томпсън, Колин Фърт, Томас Сангстър, Кели Макдоналд, Анджела Лансбъри, Елиза Бенет, Дженифър Рей Дейкин, Рафаел Колман, Самюъл Холивуд, Холи Гибс, Селия Имри, Имелда Стонтън, Сър Дерек Джейкъби, Патрик Барлоу и Адам Годли се присъединиха към филма.
На 16 май е обявено, че Патрик Дойл ще композира музиката на филма. Разработката за филма е завършена в Дорсет, Англия. Заснемането продължи от 1 април до 9 април 2004 г. Филмът събира Ема Томпсън, Колин Фърт, Томас Сангстър и Адам Годли, които предишно участваха във филма „Наистина любов“.

## Пускане
Филмът е пуснат театрално на 28 октомври 2005 г. във Великобритания от United International Pictures, и на 27 януари 2006 г. в САЩ от Universal Pictures, и е пуснат на DVD на 9 май 2006 г. от Universal Studios Home Entertainment.

## В България
В България филмът е пуснат на DVD от 22 май 2006 г. от Прооптики.
На 23 декември 2011 г. е излъчен за първи път по Нова телевизия.
На 24 януари 2021 г. се излъчва и по bTV.

### Дублажи
| Преводач            | Илияна Тачева                                                              |
| Тонрежисьор         | Илиан Апостолов                                                            |
| Режисьор на дублажа | Добромир Чочов                                                             |
| Озвучаващи артисти  | Татяна Захова Венета Зюмбюлева Таня Димитрова Гергана Стоянова Илиян Пенев |

| Озвучаващи артисти  | Даниела Горанова Таня Димитрова Десислава Знаменова Стефан Сърчаджиев-Съра Илиян Пенев |
| Преводач            | Десислава Софранова                                                                    |
| Тонрежисьор         | Светослав Димитров                                                                     |
| Режисьор на дублажа | Тодор Георгиев                                                                         |